# WTA 250
WTA 250 – kategoria profesjonalnych turniejów tenisowych w rozgrywkach kobiecych; utworzona pod koniec 2020 roku, po rezygnacji z wcześniejszej kategoryzacji. Władze zawodowych rozgrywek kobiet WTA zdecydowały się zmienić kategorie turniejów, na wzór zmagań w ATP.
W skład rozgrywek o randze WTA 250 wchodzą dawne turnieje z cyklu WTA International Series.

## Ranking
Punkty wliczane do rankingu przyznawane są za zajęcie określonych miejsc w turniejach. Punkty zdobyte w danym sezonie sumowane są w rankingu Race to WTA Championships. Pod koniec sezonu zawodniczki zajmujące czołowe osiem miejsc uczestniczą w Turnieju Mistrzyń.
Pod uwagę brany jest udział w turniejach rozegranych w ciągu ostatnich 52 tygodni, a zliczane są punkty z nie więcej niż 16 turniejów w grze pojedynczej i 11 w grze podwójnej, w których zawodniczka uzyskała najlepsze wyniki. W lipcu 2020 roku, ze względu na pandemię COVID-19, wprowadzono tymczasowe zmiany w zliczaniu punktów rankingowych wydłużające ich ważność do 104 tygodni oraz wprowadzające zasadę umożliwiającą tymczasowo branie pod uwagę lepszego wyniku z dwóch ostatnich edycji turnieju.

### Podział punktów
Poniższa tabela przedstawia podział punktów na poszczególne rundy turniejów o różnej liczbie uczestniczek.
| Turniej            | W   | F   | SF  | QF | R16 | R32 | R64 | R128 | QLFR | Q3 | Q2 | Q1 |
| ------------------ | --- | --- | --- | -- | --- | --- | --- | ---- | ---- | -- | -- | -- |
| WTA 250 (32S, 32Q) | 280 | 180 | 110 | 60 | 30  | 1   | –   | –    | 18   | 14 | 10 | 1  |
| WTA 250 (32S, 16Q) | 280 | 180 | 110 | 60 | 30  | 1   | –   | –    | 18   | –  | 12 | 1  |
| WTA 250 (16D)      | 280 | 180 | 110 | 60 | 1   | –   | –   | –    | –    | –  | –  | –  |